# NF-κB

Schemat działania NF-κB. Przykładowo rozpatrujemy heterodimer NF-κB złożony z białek Rel oraz p50. W stanie nieaktywnym, NF-κB znajduje się w cytozolu związany z inhibitorem IκBα. Wskutek działania różnych sygnałów, aktywowany jest enzym IκB (IKK). IKK następnie, fosforyluje białko IκBα prowadząc do jego ubikwitynacji i uwolnienia NF-κB, który przemieszcza się do jądra, gdzie wiąże się do specyficznych sekwencji DNA. Do kompleksu DNA/NF-κB wiążą się kolejne białka (koaktywatory oraz polimeraza RNA, które rozpoczynają transkrypję odpowiednich genów do mRNA.

NF-κB (nuclear factor kappa-light-chain-enhancer of activated B cells) jest kompleksem białkowym działającym jako czynnik transkrypcyjny. NF-κB występuje w niemal wszystkich komórkach zwierzęcych i bierze udział w odpowiedzi komórki na bodźce, takie jak stres, cytokiny, wolne rodniki, ultrafiolet, czy antygeny. 
NF-κB odgrywa kluczową rolę w regulacji odpowiedzi immunologicznej na infekcję.  Zaburzenia w regulacji NF-κB są powiązane z nowotworami, zapaleniami oraz chorobami autoimmunologicznymi, wstrząsem septycznym, zakażeniami wirusowymi, oraz niewłaściwym rozwojem układu odpornościowego. NF-κB bierze także udział w procesach związanych z plastycznością synaptyczną oraz pamięcią.
Czynnik NF-κB został odkryty przez laureata nagrody Nobla, Davida Baltimore. Kluczem do odkrycia było oddziaływanie 
NF-kB z sekwencja 11 par zasad w enhancerze lekkiego łańcucha immunoglobuliny w limfocytach typu B.
U ssaków występuje pięć białek z rodziny białek NF-kB:
| Klasa    | Białko | Aliasy     | Gen   |
| -------- | ------ | ---------- | ----- |
| Class I  | NF-κB1 | p105 → p50 | NFKB1 |
| Class I  | NF-κB2 | p100 → p52 | NFKB2 |
| Class II | RelA   | p65        | RELA  |
| Class II | RelB   |            | RELB  |
| Class II | c-Rel  |            | REL   |

Poza tym, białka NF-kB obecne są u bezkręgowców, takich jak owady, jeżowce czy gąbki.
Białka NF-kB zawierają sekwencje lokalizacji jądrowej, które w stanie nieaktywnym są 
zablokowane przez dowiązane inhibitory z rodziny IκB. Aktywacja NF-kB następuje
przez fosforylację i degradację IκB (poprzez kinazę IKK2). Po odłączeniu IkB,
NF-kB natychmiast przedostają się do jądra, gdzie może być wykonana
ich funkcja jako czynników transkrypcyjnych (związanie się z DNA).